# 皮埃尔·若尔热
皮埃尔·若尔热（法語：Pierre Georget，1917年8月9日—1964年8月1日），法国男子自行车运动员。他曾代表法国参加1936年夏季奥林匹克运动会自行车比赛，获得一枚银牌和一枚铜牌。